# Steve Heighway
Stephen Derek Heighway detto Steve (Dublino, 25 novembre 1947) è un ex calciatore irlandese, di ruolo ala.

## Carriera
Nato a Dublino, in Irlanda, svolse i primi studi a Sheffield, dove frequentò la Ecclesall Junior School (fino al 1959) e in seguito la High Storrs School.
Il suo talento di ala non fu scoperto fino all'adolescenza, così Heighway ebbe modo di concentrarsi sugli studi e di giocare a livello amatoriale, prima di conseguire la laurea in economia all'Università di Warwick, cui si era iscritto nel 1966.
Nel 1970, ventitreenne, Heighway, che stava studiando per il suo ultimo esame e militava nel Skelmersdale United, fu notato da osservatori del Liverpool dell'allenatore Bill Shankly, deciso ad abbassare l'età media dell'organico, reduce da una serie di insuccessi negli anni sessanta e ormai vecchio. Nel maggio di quell'anno Heighway fu messo sotto contratto dal club.
Ben presto si trovò a suo agio sul palcoscenico del grande calcio, dopo aver esordito il 22 settembre 1970 in un replay valido per il secondo turno di League Cup ad Anfield contro il Mansfield Town, con il Liverpool che vinse in rimonta nei minuti finali per 3-2, grazie ad un gol di Alun Evans nei tempi supplementari. Heighway segnò la sua prima rete al 51' di una partita di campionato contro il Burnley vinta per 2-0 il 21 ottobre 1970. Un mese più tardi marcò un gol contro i rivali dell'Everton in un combattuto derby della Merseyside finito 3-2 per i Reds. Per il resto della stagione contribuì al buon piazzamento della squadra in campionato e alla nuova vittoria contro l'Everton in semifinale di FA Cup. La finale di Wembley vide opporsi il Liverpool e l'Arsenal in cerca del double, dato che aveva vinto il campionato di First Division. Heighway giocò bene in un incontro che terminò 0-0 dopo novanta minuti. Al secondo minuto dei tempi supplementari l'irlandese ricevette la palla sulla sinistra dal subentrante Peter Thompson e cominciò a correre verso l'area di rigore dell'Arsenal, rincorso dal difensore avversario Pat Rice. Con una rapida mossa verso l'esterno Heighway guadagnò un metro su Rice e scoccò un lento tiro verso la rete che oltrepassò il portiere Bob Wilson, il quale si era portato troppo lontano dal palo nel tentativo di anticipare un cross, lasciando così un varco aperto. Il gol di Heighway portò il Liverpool in vantaggio, ma il calciatore, stremato dalla fatica, poté appena sollevare le braccia in piedi mentre veniva sommerso dall'abbraccio dei compagni. Ciò nonostante i rivali segnarono due gol che ribaltarono il risultato e consentirono ai Gunners di centrare il double.
Heighway si sarebbe distinto nel Liverpool per i dieci anni successivi, vincendo il primo dei suoi quattro titoli inglesi nel 1973, insieme alla Coppa UEFA. Un anno dopo tornò a Wembley per un'altra finale di FA Cup contro il Newcastle Utd. L'ala sinistra realizzò il gol del 2-0 a 16 minuti dal fischio finale dell'arbitro: raccolto il pallone dopo un tocco di John Toshack successivo ad un lungo rinvio del portiere Ray Clemence, scagliò undestro nell'angolo più lontano della rete. La partita si concluse sul 3-0.
Heighway era già da tempo titolare dell'Irlanda, con cui aveva esordito il 23 settembre 1970 contro la Polonia, e rimase tale per tutti gli anni settanta, totalizzando 34 presenze. Non segnò mai un gol con la maglia della sua Nazionale, ma gliene fu annullato uno durante le qualificazioni per il campionato del mondo 1978 contro la Bulgaria a Sofia. Se convalidata, la marcatura avrebbe consentito all'Irlanda di qualificarsi per la fase finale del Mondiale a scapito della Francia. Sul fronte inglese ottenne un altro double campionato-Coppa UEFA con il Liverpool nel 1976 e poi fece parte della squadra che andò vicina al glorioso treble campionato-Fa Cup-Coppa dei Campioni.

## Palmarès

### Calciatore

#### Competizioni nazionali
- Campionato inglese: 5

Liverpool: 1972-1973, 1975-1976, 1976-1977, 1978-1979, 1979-1980
- Coppa d'Inghilterra: 1

Liverpool: 1973-1974
- Coppa di Lega inglese: 1

Liverpool: 1980-1981
- Charity Shield: 4

Liverpool: 1974, 1976, 1977, 1979

#### Competizioni internazionali
- Coppa dei Campioni: 2

Liverpool: 1976-1977, 1977-1978
- Coppa UEFA: 2

Liverpool: 1972-1973, 1975-1976
- Supercoppa UEFA: 1

Liverpool: 1977